# 瓦德雷峰 (利維尼奧阿爾卑斯山脈)
46°30′32.6″N 9°57′2.6″E / 46.509056°N 9.950722°E

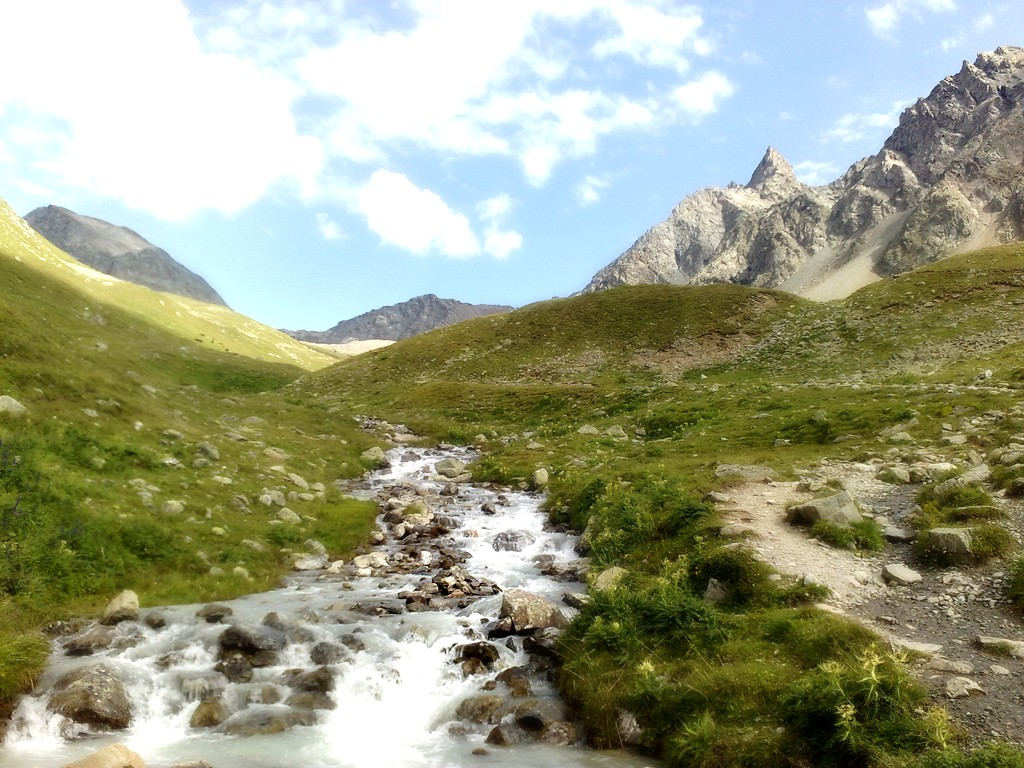

瓦德雷峰（Piz Vadret），是瑞士的山峰，位於該國東南部，由格勞賓登州負責管轄，屬於利維尼奧阿爾卑斯山脈的一部分，海拔高度3,199米，每年平均降雨量1,386毫米。